# Sinh vật quang dị dưỡng
Sinh vật quang dị dưỡng (tiếng Anh: Photoheterotroph; tiếng Hy Lạp: photo = quang, hetero = dị, troph = dưỡng) là sinh vật quang dưỡng theo hình thức dị dưỡng—tức là, chúng là những sinh vật sử dụng ánh sáng làm nguồn năng lượng, nhưng không thể sử dụng cacbon dioxide làm nguồn cacbon duy nhất. Do đó, chúng sử dụng các hợp chất hữu cơ từ môi trường để thỏa mãn nhu cầu cacbon của chúng; những hợp chất này bao gồm cacbohydrat, axit béo và alcohol. Một số ví dụ về sinh vật quang dị dưỡng là vi khuẩn không lưu huỳnh màu tía, vi khuẩn không lưu huỳnh màu lục và vi khuẩn helio. Các nghiên cứu gần đây đã chỉ ra rằng ong bắp cày phương Đông và một số loài rệp có thể có khả năng sử dụng ánh sáng làm nguồn cung cấp năng lượng.

## Trao đổi chất
Sinh vật quang dị dưỡng tạo ra ATP bằng cách sử dụng ánh sáng, bằng một trong hai cách: chúng sử dụng trung tâm phản ứng dựa trên bacteriochlorophyll, hoặc chúng sử dụng một bacteriorhodopsin. Cơ chế dựa trên diệp lục cũng tương tự như cái được sử dụng trong quá trình quang hợp, trong đó ánh sáng làm kích động các phân tử trong một trung tâm phản ứng và gây ra một dòng electron qua một chuỗi chuyền điện tử (ETS). Dòng electron xuyên qua protein này khiến các ion hydro bị bơm xuyên qua một lớp màng. Năng lượng được dự trữ trong proton gradient được sử dụng để khởi động quá trình tổng hợp ATP. Không giống như đối với các sinh vật quang dưỡng, các electron chỉ chạy qua một con đường tuần hoàn: các eletron được giải phóng ra từ trung tâm phản ứng sẽ chạy qua ETS và quay trở lại trung tâm phản ứng. Chúng không được dùng để oxy hóa khử bất cứ hợp chất hữu cơ nào. Vi khuẩn không lưu huỳnh màu tía, vi khuẩn không lưu huỳnh màu lục và vi khuẩn helio là những ví dụ về các loại ví khuẩn thực hiện quá trình quang dị dưỡng này.
Các sinh vật khác, bao gồm halobacteria và flavobacteria và vi khuẩn vibrios có các bơm proton dựa trên rhodopsin màu tía thứ cung cấp nguồn năng lượng cho chúng. Bơm này ở cổ khuẩn được gọi là bacteriorhodopsin, trong khi đó ở vi khuẩn được gọi là proteorhodopsin. Bơm này gồm một protein đơn liên kết với dẫn xuất của Vitamin A, retinal. Bơm proton có những sắc tố phụ (ví dụ như carotenoid) liên kết với protein. Khi ánh sáng được phân tử retinal hấp thụ, phân tử đó sẽ đồng phân hóa, làm protein thay đổi hình dạng và bơm một proton dọc theo màng. Gradient H+ sau đó có thể được sử dụng để sản sinh ra ATP, giúp vận chuyển chất tan dọc theo màng, hoặc làm chuyển động một  tiên mao. Một vi khuẩn flavo cụ thể không thể oxy hóa cacbon dioxide bằng cách sử dụng ánh sáng, mà nó sử dụng năng lượng từ hệ thống rhodopsin của nó để cố định cacbon dioxide qua quá trình cố định anaplerotic. Vi khuẩn flavo vẫn là một sinh vật dị dưỡng vì nó cần oxy hóa các hợp chất cacbon để sống và không thể chỉ tồn tại dựa vào ánh sáng và CO2. Nó không thể tiến hành các phản ứng dưới dạng
2n CO2 + 2n DH2 + photon → 2(CH2O)n + 2n DO, trong đó DH2 có thể là nước, H2S hoặc một hợp chất có thể oxy hóa được khác.
Tuy nhiên, nó có thể cố định cacbon trong các phản ứng như:
CO2 + pyruvate + ATP (từ photon) → axit malic + ADP +Pi
trong đó axit malic hoặc các phân tử hữu dụng khác nếu không có thể thu được bằng cách phá vỡ các hợp chất khác bằng
carbohydrate + O2 → axit malic + CO2+ năng lượng
Phương pháp cố định cacbon này thì hữu ích khi các hợp chất cacbon bị oxy hóa trở nên hiếm hoi và không thể bị phung phí như là CO2 trong quá trình chuyển đổi qua lại, mà năng lượng lại có nhiều dưới dạng ánh sáng mặt trời.

## Biểu đồ

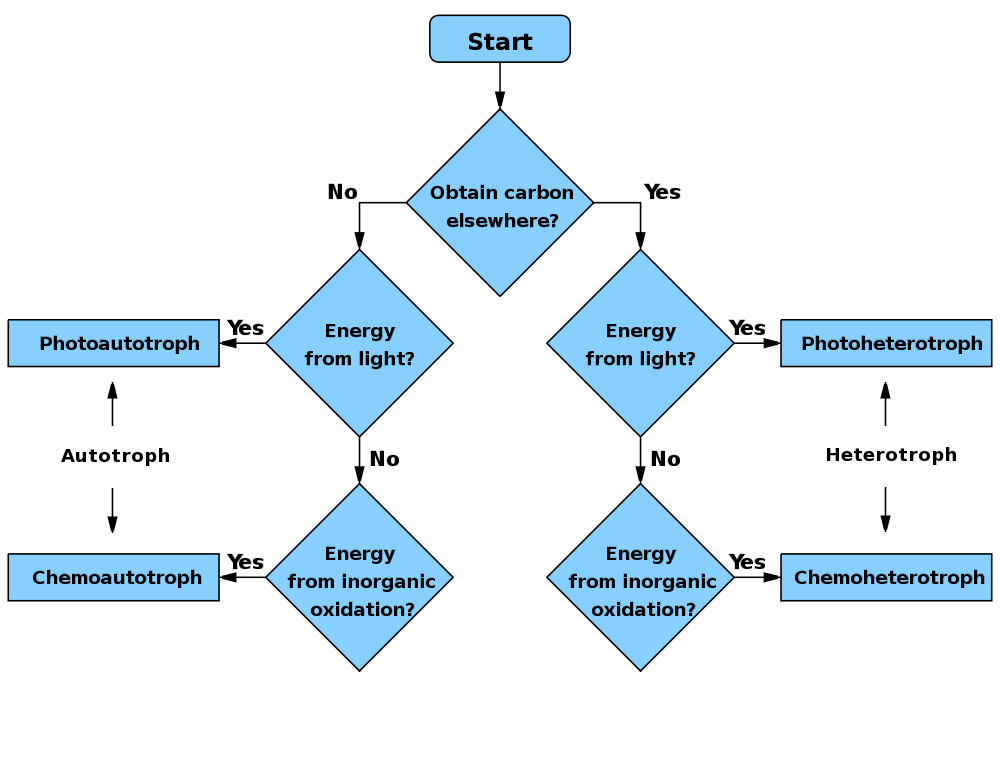
Biểu đồ quyết định xem một loài là sinh vật tự dưỡng, sinh vật dị dưỡng, hay là một loài phụ

- Sinh vật tự dưỡng
  - Sinh vật hóa tự dưỡng
  - Sinh vật quang tự dưỡng
- Sinh vật dị dưỡng
  - Sinh vật hóa dị dưỡng
  - Sinh vật quang dị dưỡng